# Фраккия против Дракулы
«Фраккия против Дракулы» (итал. Fracchia Contro Dracula) — итальянский кинофильм-комедия режиссёра Нери Паренти, снятый в 1985 году. Пародия на фильмы про Дракулу.

## Сюжет
Джандоменико Фраккия — застенчивый агент по продаже недвижимости — толстый и очень пугливый: он боится даже страшных сцен в кино. Он получает ультиматум: или он наконец-то продаст хоть одному клиенту хоть один дом, или вылетит с работы. Фраккия наконец находит клиента и едет в Трансильванию, чтобы продать старинное поместье графа Дракулы. Однако Дракула оказывается вампиром, Князем Тьмы, да к тому же он имеет симпатичную родственницу, тоже вампиршу, теплые чувства к которой питает Франкенштейн — личный адвокат графа. Вампирша же не разделяет его чувства и, по воле случая, пытается влюбить в себя одного из объявившихся гостей — Фраккию. Меж тем Каспер Лабинский — благородный и самоуверенный охотник на вампиров, пытается убить Дракулу, но совершает опрометчивый шаг, погибая от рук вампирши. Луна — сестра Каспера, клянется отомстить за брата и проникает в замок легендарного вампира. Впоследствии она помогает Фраккии и его клиенту выбраться оттуда и в самый последний момент агент по недвижимости пронзает графа зонтиком прямо в сердце. В момент, когда могущественного вампира покидают силы, Фраккия… просыпается в кинотеатре. В финальной сцене Дракула смеется и экран растекается кровью.

## Создание фильма
Фильм снят в основном в студии, но экстерьеры снимали в замке Фенис в Валле-д’Аоста. Кроме того, это последний фильм, в котором появляется Аня Пьерони. Актриса прервала свою карьеру на этом фильме.

## В ролях
- Паоло Вилладжо — Фраккия
- Эдмунд Пердом — граф Дракула
- Джиджи Редер — Филини
- Ания Пьерони — графиня Онирия
- Федерика Брайон — Стефания
- Джузеппе Чедерна — Борис
- Сюзанна Мартинкова — Катарина
- Андреа Гнеччо — Каспар
- Филиппо Де Гара — мажордом
- Романо Пуппо — Франкенштейн
- Изабелла Феррари — Луна
- Плинио Фернандо — Клема

## Интересные факты
- Фильм, который смотрит Фраккия в кинотеатре — Возвращение живых мертвецов.

## Премьеры
- Италия — 20 декабря 1985
- Германия — 15 сентября 1987